# Eupatorium rotundifolium
Eupatorium rotundifolium е вид растение от семейство Сложноцветни (Asteraceae). Видът е незастрашен от изчезване.

## Разпространение
Видът е разпространен в източната и централната част на Съединените щати, във всички крайбрежни държави от Мейн до Тексас и във вътрешността до Мисури и долината на река Охайо.